# Nagykőrös
Nagykőrös  este un oraș în districtul Nagykőrös, județul Pesta, Ungaria, având o populație de 23.965 de locuitori (2011). 

## Demografie
Componența etnică a orașului Nagykőrös
     Maghiari (95,89%)
     Romi (2,1%)
     Necunoscut (0,76%)
     Alții (1,25%)
Componența confesională a orașului Nagykőrös
     Reformați (24,33%)
     Romano-catolici (23,69%)
     Fără religie (19,51%)
     Necunoscută (30,93%)
     Alte religii (3,24%)
Conform recensământului din 2011, orașul Nagykőrös avea 23.965 de locuitori. Din punct de vedere etnic, majoritatea locuitorilor (95,89%) erau maghiari, cu o minoritate de romi (2,1%). Apartenența etnică nu este cunoscută în cazul a 0,76% din locuitori. Nu există o religie majoritară, locuitorii fiind reformați (24,33%), romano-catolici (23,69%) și persoane fără religie (19,51%). Pentru 30,93% din locuitori nu este cunoscută apartenența confesională.